# Hans-Joachim Esser
Hans-Joachim Esser  ( n. 1960 ) es un botánico, y curador alemán , desarrollando su actividad científica y de curaturía de plantas vasculares en el "Botanische Staatssammlung de Múnich". Ha trabajado en flora tropical del sudeste asiático y en los Neotrópicos, con énfasis en la sistemática de Araliaceae (Brassaiopsis, Dendropanax), Euphorbiaceae (Croton, Euphorbia, tribu Hippomaneae), Polyosmaceae, Rutaceae (Glycosmis).
Participa de proyectos sobre las floras de Ecuador, Guyana, Malasia, Tailandia.

## Algunas publicaciones
- 1993. New Species and a New Combination in Mabea (Euphorbiaceae) from South America. Novon 3 ( 4): 341-351
- 1997. A revision of Omalanthus (Euphorbiaceae) in Malesia. Blumea 42: 421–466
- ----, PC van Welzen, T Djarwaningsih. 1998 (‘1997’). A phylogenetic classification of the Malesian Hippomaneae (Euphorbiaceae). Syst. Bot. 22: 617–628
- 1999. Taxonomic notes on Neotropical Maprounea (Euphorbiaceae). Novon 9: 32–35
- 2001. Tribes Hippomaneae, Hureae, Pachystromateae. pp. 352–397 en A. RADCLIFFE-SMITH, Genera Euphorbiacearum. Royal Botanic Gardens, Kew
- 2002a. A revision of Triadica (Euphorbiaceae). Harvard Papers Bot. 7: 17–21 (archivo pdf)
- 2002b. Novelties in Croton (Euphorbiaceae) from Southeast Asia. Novon 12 (1 ): 42-46
- 2003. Fruit characters in Malesian Euphorbiaceae. Telopea 10: 169–177 (archivo pdf)
- 2005. Croton, Euphorbia. pp. 189–226, 263–292 in Flora of Thailand 8 (1). The Forest Herbarium, National Park, Wildlife and Plant Conservation Department, Bangkok
- ----, & K. Chayamarit. 2001. Two new species and a new name in Thai Croton (Euphorbiaceae). Thai For. Bull. (Bot.) 29: 51–57
- ----, & DG Frodin. 2004. Brassaiopsis. pp. 98–105 en DG Frodin & R. Govaerts, World Checklist and Bibliography of Araliaceae. Royal Botanic Gardens, Kew
- ----, & MHP Jebb. 2005. Aralidiaceae. pp. 7–9 in Flora of Thailand 9 (1). The Forest Herbarium, National Park, Wildlife and Plant Conservation Department, Bangkok
- Bräuchler, C; A Doroszenko, HJ Esser, G Heubl. 2008. Killickia (Lamiaceae): a new genus from KwaZulu-Natal, South Africa. Bot.J. of Linnean Soc. 157 ( 3)

## Honores

### Eponimia
- (Bromeliaceae) Aechmea esseri E.Gross & Rauh[3]

- (Euphorbiaceae) Macaranga esseriana W.N.Takeuchi[4]
- La abreviatura «Esser» se emplea para indicar a Hans-Joachim Esser como autoridad en la descripción y clasificación científica de los vegetales.[5]